# Grooca coorgensis
Grooca coorgensis är en stekelart som först beskrevs av Sureshan och T.C. Narendran 1995.  Grooca coorgensis ingår i släktet Grooca och familjen puppglanssteklar. Inga underarter finns listade i Catalogue of Life.